# Eriocaulon beauverdii
Eriocaulon beauverdii là một loài thực vật có hoa trong họ Cỏ dùi trống. Loài này được Moldenke mô tả khoa học đầu tiên năm 1946.